# Kråkskär (Saltvik, Åland)
Kråkskär är en ö i Åland (Finland). Den ligger i Skärgårdshavet och i kommunen Saltvik i landskapet Åland, i den sydvästra delen av landet. Ön ligger omkring 43 kilometer norr om Mariehamn och omkring 260 kilometer väster om Helsingfors.
Öns area är 32 hektar och dess största längd är 1,2 kilometer i sydväst-nordöstlig riktning. Ön höjer sig omkring 10 meter över havsytan.